# Homochlodes parita
Homochlodes parita är en fjärilsart som beskrevs av William Schaus 1901. Homochlodes parita ingår i släktet Homochlodes och familjen mätare. Inga underarter finns listade i Catalogue of Life.